# Shota Inoue
Shota Inoue (井上 翔太 Inoue Shota?), född 24 april 1989 i Ehime prefektur, är en japansk fotbollsspelare.
Inoue började sin karriär 2012 i Cerezo Osaka. 2013 flyttade han till Giravanz Kitakyushu. Han spelade 160 ligamatcher för klubben.